# 가자환경당
가자환경당(-環境黨)은 환경보호를 중심으로 하는 대한민국의 진보주의 정당이었다.
2020년에 창당하여 같은 해 있었던 21대 총선에 참여했으며, 그 이후로는 선거에 참여하지 않아 2024년 정당법에 따라 해산되었다.

## 주요 선거 결과

### 국회의원 선거
|  | 0% |

|  | 0.03% |

|  | 0% |